# 長尾景弘
長尾 景弘（ながお かげひろ）は、平安時代後期の武将。長尾氏の祖とされる。子に長尾定景、長尾為宗がいる。

## 系譜
大日本野史巻の一百一十二・武臣列伝第二十・長尾景信(顕長)に記された景弘の系譜は以下の通り。
本文では「鎮守府将軍良文曾孫景政。鎌倉権五郎と称す。景政後景弘」「（景弘は）初め相模長尾郷を領し、長尾二郎と称す。関東八平氏の一員と為る」と書いて、以下の説を紹介している。
藩翰譜および北条五代記では「鎌倉景政孫景弘」としている。宇佐美定祐記としては「村岡将軍忠道三子鎌倉四郎景村。景村子景明。長大庭景宗。次長尾景弘」としている。夏目定房記としては「良文五世村岡太郎景通嫡子鎌倉権五郎景政。景政五世景弘」としている。

## 家族
- 父:鎌倉景明
- 母:不明
- 子:長尾定景、長尾為宗